# Rita (ópera)
Rita, o El marido maltratado (título original en francés, Rita, ou Le mari battu) es una opéra comique en un acto, con música de Gaetano Donizetti y libreto en francés de Gustave Vaëz. La ópera, una comedia doméstica formada por ocho números musicales enlazados con diálogo hablado, se terminó en 1841 bajo su título original Deux hommes et une femme (Dos hombres y una mujer). Nunca representada en vida de Donizetti, Rita se estrenó póstumamente en la Opéra-Comique en París el 7 de mayo de 1860.
Esta ópera se representa poco; en las estadísticas de Operabase aparece la n.º 194 de las óperas representadas en 2005-2010, siendo la 58.ª en Italia y la novena de Donizetti, con 15 representaciones en el período.

## Personajes
| Personaje                  | Tesitura      | Reparto del estreno, 7 de mayo de 1860 (Director: - ) |
| -------------------------- | ------------- | ----------------------------------------------------- |
| Rita, dueña de la taberna  | soprano       | Constance-Caroline Faure-Lefèbvre                     |
| Beppe, su esposo           | tenor         | Victor Warot                                          |
| Gaspar, su anterior marido | barítono      | Barielle                                              |
| Bortolo, un criado         | papel hablado | Jean-Baptiste Faure                                   |